# オフリドのクリメント
オフリドのクリメント（古代教会スラヴ語: Климє́нтъ Охрїдьскъ, ブルガリア語・マケドニア語: Свети Климент Охридски, 840年頃 – 916年）は、古代スラブ文学の創始者の一人。モラビアのスラブ人に対するキリスト教宣教で知られるキュリロスとメトディオス兄弟の主要な弟子の一人だった。885年にメトディオスが死去すると、教難によって奴隷として売られたが、864年にキリスト教を国教としたブルガリアのハーン（汗）ボリス1世によってブルガリアに迎えられ、マケドニアの クトゥミチェヴィツァに派遣された。同地で学校を開き、キリスト教文献をスラブ語に翻訳し、 オフリダ派を形成した。893年にドレンビツァ(またはベリツァ)主教に就任した。ブルガリアにおいてギリシア語やラテン語ではなくスラヴ語でキリスト教の礼拝と説教および著述活動を行った最初の聖職者である。正教会で聖人とされ、亜使徒と呼ばれる。日本語文献ではオフリダのクリメントまたはオフリドのクレメンスとも表記される。

## 生涯

### モラヴィア宣教
キュリロスとメトディオス兄弟の主要な弟子の一人としてモラビア王国への宣教に共にあたった宣教師。ローマ教皇の管轄下に入るよう要求するフランク人からの圧力に抗して、モラビア王国はコンスタンティノープル総主教庁の管轄の下にスラヴ語典礼（奉神礼）を採用し、キュリロスとメトディオス兄弟とその弟子たちはスラヴ語典礼を使用しつつ、コンスタンティノープル総主教庁の管轄下で宣教を行っていた。当初はローマ教皇もモラビア王国でのスラヴ語典礼を容認していた。当時はまだ東西教会の分裂はしていなかったが、モラビア王国をローマ教皇とコンスタンティノープル総主教のどちらが管轄するかについて対立が生じていた。兄メトディオスの存命中はローマ教皇とコンスタンティノープル総主教との間の調停が成立し、スラヴ語典礼も保たれた。
しかし885年4月6日に兄メトディオスが死去すると、モラヴィア国王スバトプルク1世（Svatopluk I）を補佐するためにローマ教皇から派遣されていたニトラ司教ビヒングはローマ教皇のもとへ行き、教皇ステファヌス5世から兄メトディオスとスラヴ語典礼を非難する文書と、自身をモラビア首都大司教とする命令を得てモラビア王国に戻り、兄メトディオスの弟子たちを弾圧した。弟子たちは捕えられて奴隷にされるか流刑に処された。クリメントもベネチアの奴隷市場に売られたが、東ローマ帝国の駐ベネチア大使によって買い戻され、コンスタンティノープルに送られた。
のちにビヒングはスバトプルク1世により追放されるが、フランク王国の影響が強まったモラビア王国は、やがてローマ教会（のちのカトリック教会）の勢力下に入っていったあと、アジア系民族であるマジャール人に滅ぼされた。

### ブルガリア・マケドニア宣教

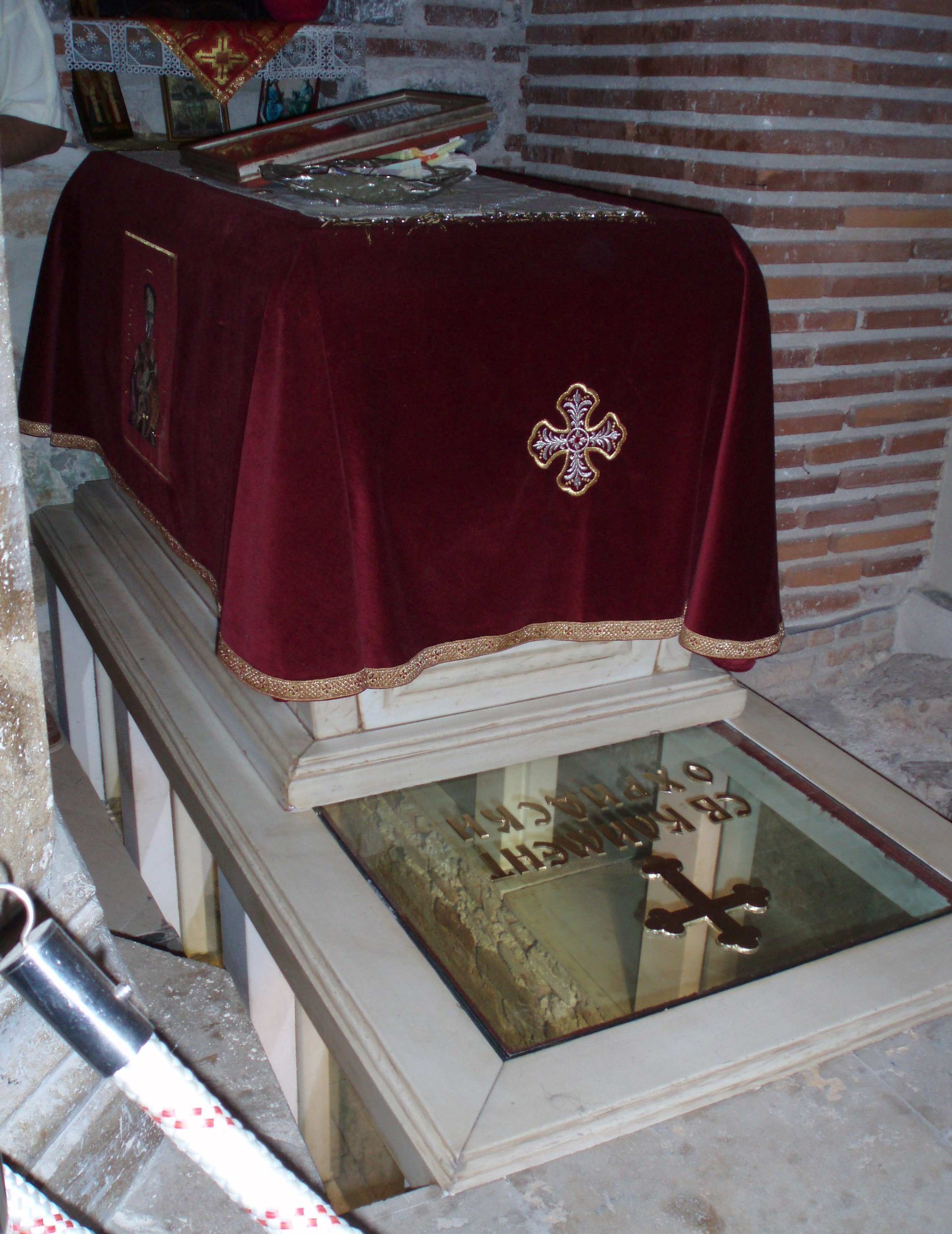
聖クリメント・聖パンテレイモン聖堂内にある、オフリドの聖クリメントの不朽体を納めた棺

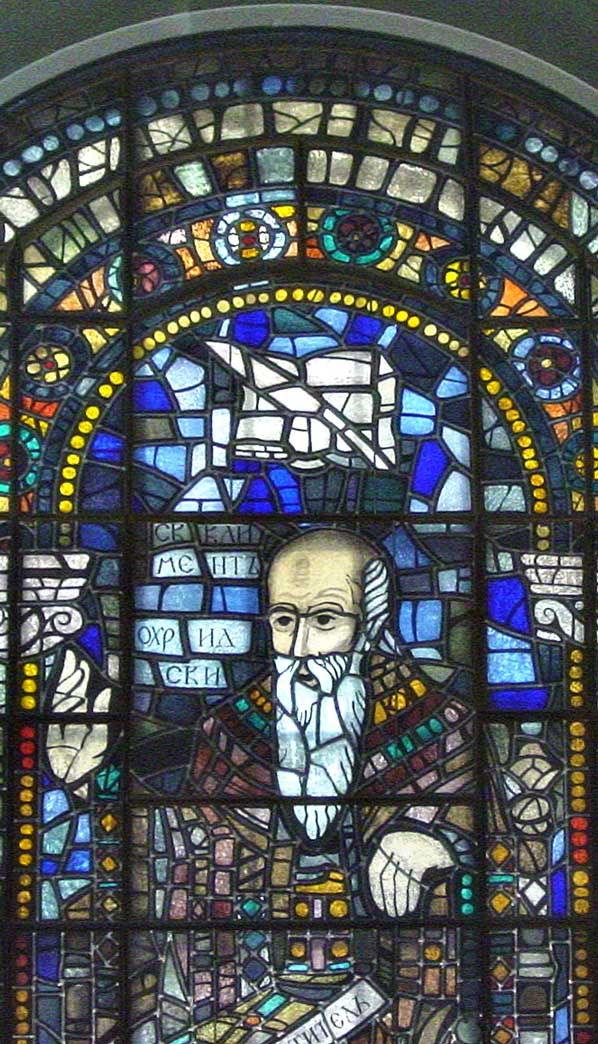
ブルガリアのソフィア大学内にある、オフリドの聖クリメントのステンドグラス

クリメントがコンスタンティノープルに送られたころ、ブルガリア帝国のボリス1世は、キュリロスとメトディオス兄弟のようにスラヴ語によって情熱的に宣教を行う人材を切望していた。モラヴィアから離散したメトディオスの弟子たちはブルガリアに迎えられ、その中にはクリメントも含まれていた。こうしてブルガリアはスラヴ語典礼（奉神礼）を採用することとなった。クリメントは南西マケドニアに位置するクトゥミチェビツァ（Кутмичевица）に派遣され、のちにオフリド主教となった。
クリメントはブルガリアにおいて教育者として精力的に働き、多くの生徒にスラヴ語の読み書きを教えた。その数は一説には後に聖職者となった者だけでも3500人を下らないだろうと言われている。クリメントは生涯かけてスラヴ人に聖職者を組織的に供給し続けた。またクリメントは、ギリシャ語文献のスラヴ語への翻訳のみならず、スラヴ語による著述活動をも行い、スラヴ語のキリスト教著作における最初期の作者となった。
晩年には体の衰えとともに主教職を辞することをシメオン1世に願い出たが、慰留を受けて職にとどまった。その後しばらくして、オフリド主教座から退くと、自身がオフリドに建立した聖パンテレイモン修道院に引退した。ここでも翻訳・著述活動を続け、916年に死去した。遺体は不朽体として聖パンテレイモン修道院に埋葬された。多くの著作がロシア語に翻訳され、篤信の正教徒が書写して読んだ。